# Козлов, Владимир Евгеньевич (шахматист)
Владимир Евгеньевич Козлов (род. 1949, Архангельск) — советский и российский шахматист, мастер спорта СССР (1973).

## Биография
Воспитанник шахматного кружка Архангельского дома пионеров (тренер Я. Карбасников).
Многократный участник чемпионатов РСФСР (лучший результат — 2 место в 1980 г.).
Участник личного Кубка СССР 1973 / 74 гг. (в 1/32 финала выиграл у Н. М. Мишучкова, в 1/16 уступил Д. И. Бронштейну).
Победитель чемпионата СССР среди сельских шахматистов 1976 г.
Победитель чемпионата ВС СССР 1978 г.
Победитель чемпионата Литовской ССР 1985 г. (выступал вне конкурса, разделил 1—3 места с А. С. Бандзой и Э. Шлякисом).
Победитель и призер чемпионатов Архангельска и Архангельской области.
В составе сборной сельских ДСО бронзовый призер командного чемпионата СССР 1976 г. и участник командного чемпионата СССР 1978 г. (официальные наименования турниров — Кубок СССР).
В составе сборной Архангельской области участник командных чемпионатов РСФСР.
В составе сборной Северного флота участник командных чемпионатов ВС СССР.
В середине 1990-х гг. отошел от активных выступлений. Занимается тренерской работой.

## Основные спортивные результаты
| Год         | Город            | Соревнование                                                                          | + | −  | =  | Результат | Место         |
| ----------- | ---------------- | ------------------------------------------------------------------------------------- | - | -- | -- | --------- | ------------- |
| 1965        |                  | Всероссийская спартакиада школьников (сборная Архангельской области, 1-я доска)       |   |    |    |           |               |
|             |                  | Чемпионат РСФСР среди юношей                                                          |   |    |    |           | 6             |
| 1967        | Архангельск      | Чемпионат Архангельской области                                                       |   |    |    |           | 2             |
|             | Архангельск      | Чемпионат Архангельска                                                                |   |    |    | 5½ из 7   | 3             |
| 1968        | Грозный          | Чемпионат РСФСР                                                                       | 2 | 10 | 4  | 4 из 16   | 17            |
| 1969        |                  | Командный чемпионат РСФСР (сборная Архангельской области, ?-я доска)                  |   |    |    |           |               |
| 1973        | Омск             | Чемпионат РСФСР                                                                       |   |    |    |           | 4             |
| 1973 / 1974 | Тбилиси — Москва | Кубок СССР 1/32 финала (против Н. М. Мишучкова) 1/16 финала (против Д. И. Бронштейна) | 2 | 1  | 1  | 2½ : 1½   | Выбыл         |
| 1976        | Новосибирск      | Чемпионат РСФСР                                                                       |   |    |    |           | 4—6           |
|             |                  | Чемпионат СССР среди сельских шахматистов                                             |   |    |    |           | 1             |
|             | Тбилиси          | Командный чемпионат СССР (сборная сельских ДСО, 4-я доска)                            | 2 | 2  | 2  | 3 из 6    | Команда — 3-я |
| 1978        | Орджоникидзе     | Командный чемпионат СССР (сборная сельских ДСО, 4-я доска)                            | 1 | 1  | 5  | 3½ из 7   |               |
|             |                  | Чемпионат ВС СССР                                                                     |   |    |    |           | 1             |
|             | Владивосток      | Мемориал А. Н. Зайцева                                                                |   |    |    |           |               |
|             | Даугавпилс       | Отборочный турнир 46-го чемпионата СССР                                               |   |    |    |           | [ 12 ]        |
| 1979        | Ярославль        | Чемпионат ВЦСПС                                                                       |   |    |    |           |               |
| 1980        | Смоленск         | Командный чемпионат РСФСР (сборная Архангельской области, ?-я доска)                  |   |    |    |           |               |
|             | Казань           | Чемпионат РСФСР                                                                       | 6 | 1  | 7  | 9½ из 14  | 2             |
| 1981        | Ростов-на-Дону   | Командный чемпионат РСФСР (сборная Архангельской области, ?-я доска)                  |   |    |    |           |               |
| 1982        | Ставрополь       | Чемпионат РСФСР                                                                       | 4 | 4  | 6  | 7 из 14   | 9—10          |
| 1984        | Брянск           | Чемпионат РСФСР                                                                       |   |    |    |           | 16            |
| 1985        | Вильнюс          | Чемпионат Литовской ССР                                                               | 5 | 0  | 10 | 10 из 15  | 1—3           |